# 布里亚斯特尔
布里亚斯特尔（法語：Briastre，法語發音：[bʁijastʁ]）是法国上法蘭西大區北部省的一个市镇，属于康布雷区。

## 地理
布里亚斯特尔（50°9'35"N, 3°29'13"E）面积6.92 平方千米，位于法国上法蘭西大區北部省，该省份为法国最北部的省份及最长的省份，西北濒北海，西接加来海峡省，南至埃纳省和索姆省，东与比利时接壤。
与布里亚斯特尔接壤的市镇（或旧市镇、城区）包括：索莱姆、维耶利、安希、讷维利。

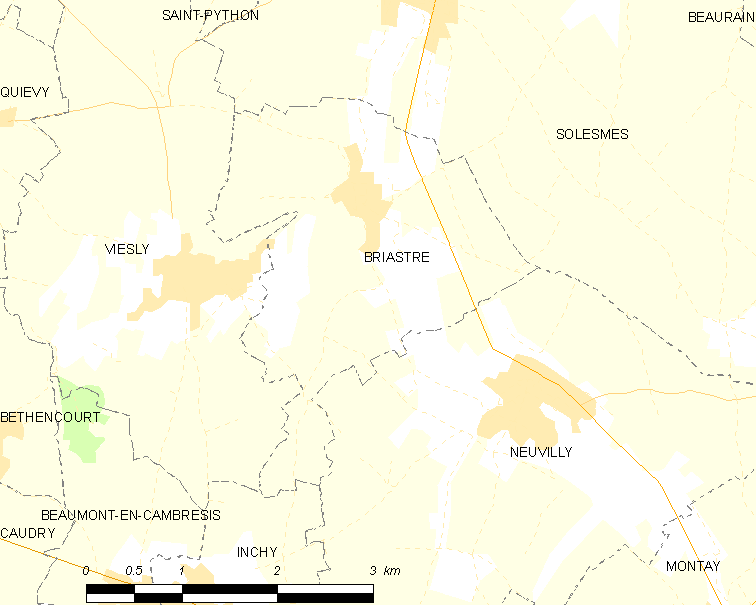
布里亚斯特尔的OSM定位图

布里亚斯特尔的时区为UTC+01:00、UTC+02:00（夏令时）。

## 行政
布里亚斯特尔的邮政编码为59730，INSEE市镇编码为59108。

## 政治
布里亚斯特尔所属的省级选区为勒卡托康布雷西县。

## 人口

1962-2008年间布里亚斯特尔人口变化图示

布里亚斯特尔于2022年1月1日时的人口数量为695人。